# Croix du Bancillon
La croix de Bancillon (ou calvaire de Bancillon) est une croix monumentale située à Malvières, en France.

## Généralités
La croix est également un petit oratoire. Elle est isolée au milieu des bois, possiblement sur un des emplacements dépendant de l'abbaye de la Chaise-Dieu à la limite du Velay et du Livradois. Elle est sur le territoire de la commune de Malvières, dans le département de la Haute-Loire, en région Auvergne-Rhône-Alpes, en France.

## Historique
La croix est datée 1541, comme en témoigne la date qui y gravée. L'origine de l'érection de la croix n'est pas connue, mais il y avait possiblement un cimetière alentour, et les dévotions faites à cet oratoire auraient permis d'être épargné de la peste,.
La croix est classée au titre des monuments historiques par arrêté du 19 novembre 1910.

## Description
Sur un soubassement de plus de deux mètres de hauteur, une niche profonde est formée, orné de colonnettes gothiques, surmonté d'un arc à accolade. Dans la niche, une Vierge de pitié en pierre, objet de dévotion, et dont l'ouverture est protégée par une grille. 
Surmontant le soubassement, la croix proprement dite se compose d'une base carrée, d'un fût conique assez court avec pinacles orné d'une moulure et du croisillon, formé d'un simple tore, orné à ses extrémités de fleurons.
Au niveau iconographique, la croix présente un Christ couronné d'épines d'un côté, et d'une Vierge à l'enfant de l'autre côté, couronnée par l'entremise d'un ange. Sur les côtés des croisillons, deux personnages sont sculptés, dont l'un pourrait être saint Pierre et l'autre saint Jacques.